# Franz Haider (Bildhauer)

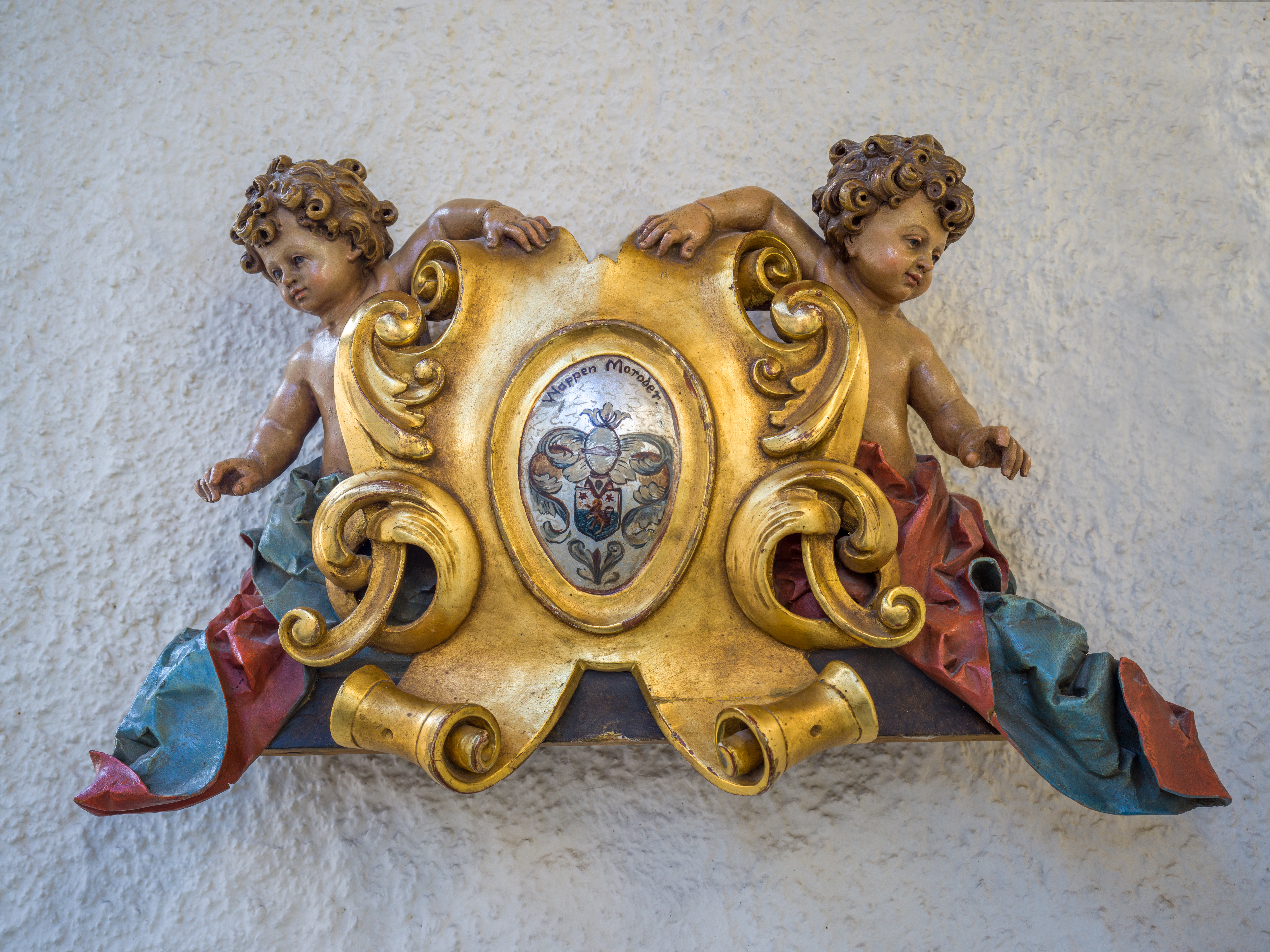
Holzgeschnitzte gefasste und vergoldete Skulptur des Franz Haider von Putti mit Moroder Wappen um 1890

Franz Haider (* 19. Januar 1860 in Schwaz; † 25. Oktober 1947 in Petersberg, Gemeinde Deutschnofen) war ein österreichischer Bildhauer und Kunstlehrer.

## Biografie
Er besuchte die Wiener Akademie der bildenden Künste bei Hermann Klotz, wurde dann an der Kunstschule in St. Ulrich in Gröden und an der Fachschule für Holzbearbeitung in Bozen für 40 Jahre als Kunstlehrer tätig. Er zog sich in seinem Alter als freischaffender Künstler in Petersberg zurück und starb dort in seinem Waldhaus Schönwies.
Einer seiner Schüler in Gröden war der Bildhauer Ludwig Moroder. „Durch seinen Einfluss erfuhr die Holzbildhauerei in Gröden einen bedeutenden künstlerischen Aufschwung“.

## Werke (Auswahl)
- Kirchenkrippe von Aldein 1926
- Kirchenkrippe von Maria Weissenstein
- Kirchenkrippe von Kurtatsch 1929
- Kirchenkrippe von Deutschnofen
- Kirchenkrippe von Petersberg (Deutschnofen)